# Њу Минден (Илиноис)
Њу Минден (енгл. New Minden) град је у америчкој савезној држави Илиноис.

## Демографија
По попису из 2010. године број становника је 215, што је 11 (5,4%) становника више него 2000. године.
| Група             | 2000.       | 2010.       |
| Белци             | 200 (98,0%) | 214 (99,5%) |
| Афроамериканци    | 0 (0,0%)    | 0 (0,0%)    |
| Азијати           | 0 (0,0%)    | 0 (0,0%)    |
| Хиспаноамериканци | 3 (1,5%)    | 0 (0,0%)    |
| Укупно            | 204         | 215         |